# Montes Archimedes

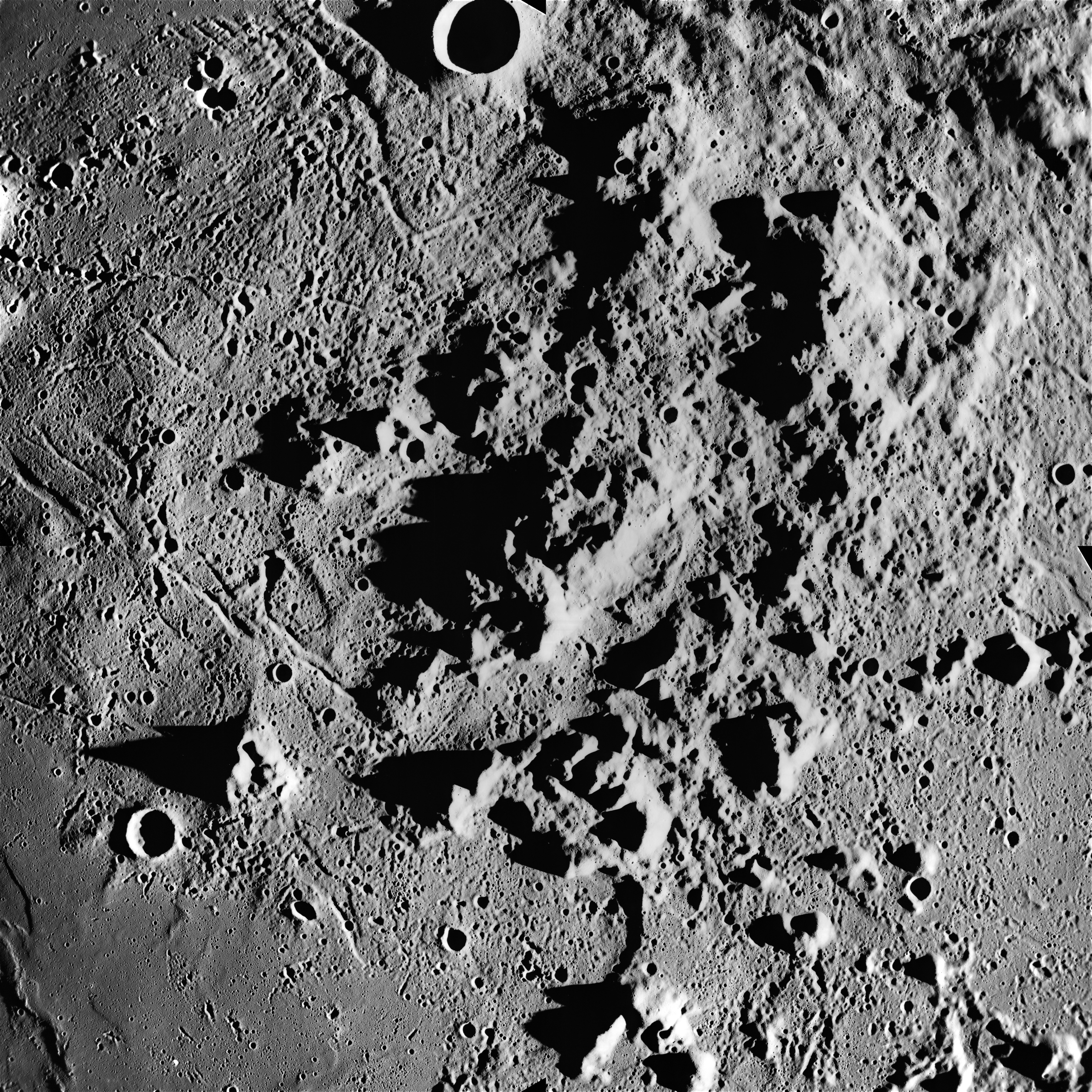
Montes Archimedes

Les Montes Archimedes (vers 26, −5) sont un ensemble de montagnes lunaires situées jusqu'à une centaine de kilomètres au sud du cratère Archimedes.